# Casa Editrice Astrolabio
La Casa Editrice Astrolabio - Ubaldini Editore è una casa editrice italiana fondata nel 1944 a Roma da Mario Ubaldini (1908-1984) che esordì con la pubblicazione del Dizionario filosofico, o La ragione per ordine alfabetico, di Voltaire, testo curato e tradotto dallo stesso Ubaldini.
Risale al 1946 la nascita della prima collana Psiche e coscienza, diretta da Ernst Bernhard, a cui hanno collaborato anche nomi come Bobi Bazlen, Edoardo Weiss, Emilio Servadio, Giuseppe Tucci, Angelo Brelich, nei due anni successivi vengono pubblicate le prime edizioni italiane del dopoguerra di testi di Freud, Jung e Adler.
Verso la fine degli anni cinquanta, dall'iniziale progetto di una enciclopedia storica, letteraria, filosofico-religiosa e artistica diretta da Giuseppe Tucci nasce la collana Civiltà dell'Oriente, anch'essa tuttora attiva, in cui verranno raccolti testi inerenti alle filosofie e alle religioni dell'Estremo Oriente.
La linea editoriale, immutata da allora, si divide in due argomenti principali: la psicologia clinica e le filosofie e religioni dell'India e dell'Estremo Oriente. Anche le linee di interesse secondarie, come le scienze antropologiche e sociologiche, o le discipline 'di confine' come l'astrologia, l'esoterismo e la spiritualità, sono comunque già presenti alla nascita della casa editrice.
Nel 1966 nasce una nuova collana di filosofia ed epistemologia, affidata al giovane Enrico Mistretta, con testi di Willard Van Orman Quine, Gilbert Ryle, Max Black, Gertrude Elizabeth Margaret Anscombe e altri, autori ancora poco noti al pubblico italiano.
Tra gli anni ‘80 e ‘90, tre importanti riviste dedicate alla psicologia e alla psicoanalisi, tra cui ‘Atti dello psicodramma’, ‘Rivista di psicologia analitica’ e ‘La psicoanalisi’, entrano nel catalogo con le numerose collane di successo:  testi redatti da psicologi internazionali (Cambiare se stessi), testi di psicoterapia (Il lavoro sul corpo e sulla mente ), raccolte d'insegnamenti di grandi maestri spirituali (Opere di Krishnamurti e Schegge di saggezza), e spunti sulla psicologia astrologica (Astrologia e psiche).
Nel 2006 nasce la collana di studi musicali Adagio.
La casa editrice Astrolabio fin dalla sua fondazione pratica un tipo di editoria ‘di catalogo’, impegnandosi a sostenere la quasi intera quantità dei testi pubblicati rendendoli disponibili ai lettori anche a distanza di decenni.